# Bartholomäus Capesius
Bartholomäus Capesius magyaros névalakban Capesius Bertalan (? – Zágor, 1733) evangélikus lelkész.

## Élete
Georg Capesius szénaverősi (Küküllő vármegye) evangélikus lelkész fia; 1692-ben Wittenbergben tanult és 1698–1700-ig a segesvári gimnázium igazgatója volt; 1705–1714-ig keménynagyszőlősi, 1714-től zágori lelkész. Az ő szolgálata idején, 1713-ban készült az evangélikus templom oltára, amely jelenleg is látható.

## Munkái
Dissertatio ex historia sacrorum rituum de diptychis veterum cumprimis graecorum. Wittebergae, 1693.